# 銀嶼仔
銀嶼仔は、西沙諸島（パラセル諸島）南西部のクレスセント諸島（英語: Crescent Group、中国語: 永楽環礁）の北部に位置する岩礁。銀嶼から南東に600メートル離れている。海抜は2メートル。面積は2000平方メートル。銀嶼仔は隣の銀嶼と同じ礁盤に位置し、よく海中に沈み、草が生えない。
銀嶼仔は中華人民共和国に実効支配され、海南省三沙市に属する。中華民国（台湾）とベトナムも銀嶼仔の主権を主張している。